# Andrzej Ławniczak
Andrzej Ławniczak (ur. 27 października 1954 w Gdyni) – polski kucharz, miłośnik i propagator kuchni regionalnych oraz organizator konkursów i eventów kulinarnych.

## Życiorys
W 1994 założył PHU Billar, jedną z pierwszych firm gastronomicznych na Wybrzeżu zajmujących się cateringiem. Od 2002 pełni funkcję sekretarza i skarbnika Stowarzyszenia Kucharzy Polskich w Gdańsku. W 2009 został współzałożycielem Pomorskiej Akademii Kulinarnej w Gdańsku. W latach 2014–2016 był wiceprezesem  Pomorskiej Izby Gospodarczej Żywności Naturalnej i Tradycyjnej, następnie został jej prezesem. Uczestnik Mistrzostw Świata w Poławianiu Bursztynu oraz Olimpiad Kulinarnych IKA. Był kucharzem w Komendzie Wojewódzkiej Policji w Gdańsku.

## Ważniejsze tytuły i osiągnięcia zawodowe
- Brązowy medalista Olimpiady Kulinarnej IKA Erfurt z drużyną Pomerania-Culinary Team of Poland (2008)[19]
- Perła 2009[20]
- Cichy bohater (2010)[21]
- Bursztynowy Laur (2012)[22]
- Srebrny medalista Olimpiady Kulinarnej IKA Erfurt z drużyną National Culinary Team of Poland (2016)[23][24]
- Brązowy medalista Olimpiady Kulinarnej IKA Stuttgart z drużyną Culinary Team of Poland (2020)[25][26][27]
- Odznaka Za Zasługi dla Turystyki (2022)[28][29]
- Odznaka Za Zasługi dla Rolnictwa (2023)[30]